# Górne (województwo warmińsko-mazurskie)
Górne (niem. Gurnen) – wieś w Polsce położona w województwie warmińsko-mazurskim, w powiecie gołdapskim, w gminie Gołdap.
Do 1954 roku miejscowość była siedzibą gminy Górne. W latach 1954–1971 wieś należała i była siedzibą władz gromady Górne, po jej zniesieniu w gromadzie Pogorzel. W latach 1975–1998 miejscowość administracyjnie należała do województwa suwalskiego.
Wieś założono w 1565 r. Aż do końca XIX w. nabożeństwa odprawiano w języku polskim. Wieś została znacznie zniszczona w 1945 r.

## Zabytki
- Ruiny późnogotyckiego kościoła parafialnego, wybudowanego w 1612–1617.
- Zaniedbany park dworski (dwór zniszczony w 1945 r.)